# Wilhelm Harun-el-Raschid-Hintersatz
Wilhelm Harun-el-Raschid-Hintersatz, geboren als Johannes Robert Wilhelm Hintersatz (geboren 26. Mai 1886 in Senftenberg; gestorben 29. März 1963 in Lübeck), war ein deutscher Offizier und SS-Standartenführer muslimischen Glaubens. Gegen Ende des Zweiten Weltkriegs kommandierte er den „Osttürkischen Waffenverband“, ein Regiment der Waffen-SS.

## Biographie

### Familie, Erster Weltkrieg und Zwischenkriegszeit
Der Vater von Wilhelm Hintersatz, Wilhelm Hintersatz senior (1855–1937), wirkte ab 1888 als Oberpfarrer in Senftenberg. Er hatte gemeinsam mit seiner Frau Louise (1857–1940), geborene Oertel, einen weiteren Sohn, Robert (* 1888), der mit fünf Jahren starb, sowie eine Tochter, Louise Johanna (* 1898). Wilhelm junior absolvierte sein Abitur am 23. Februar 1905 an der Landesschule Pforta. Fünf Tage später, am 28. Februar, trat er als Fahnenjunker in das Infanterie-Regiment „von Stülpnagel“ (5. Brandenburgisches) Nr. 48 der Preußischen Armee in Cüstrin ein, im August 1906 stieg er zum Leutnant auf. 1909 wurde er zum 2. Pommerschen Fußartillerie-Regiment Nr. 15 nach Thorn kommandiert und mit der Rettungsmedaille am Bande ausgezeichnet. Dies war die erste der insgesamt 34 Auszeichnungen und Orden seines Lebens. Am 2. Mai 1912 heiratete er Hildegard Cäcilie Schmidt, eine Tochter des Bergwerkdirektors Paul Schmidt; das Paar wurde vom Vater des Bräutigams getraut; die Ehe wurde in den 1920er Jahren geschieden. Ab dem 1. Oktober 1913 besuchte er die Militärtechnische Akademie in Berlin, hier wurde er am 17. Februar 1914 zum Oberleutnant befördert und am 10. Juli 1914 mit dem Sankt-Stanislaus-Orden ausgezeichnet.
Mit Ausbruch des Ersten Weltkriegs fungierte Hintersatz als Ordonnanz- und Dolmetscher-Offizier für Französisch beim Stab der 9. Infanterie-Brigade. Nach einer Verletzung im September 1914 – der ersten von insgesamt dreien in diesem Krieg – wurde er zum Flugzeugführer ausgebildet und 1915 zum Hauptmann befördert, nachdem er beide Klassen des Eisernen Kreuzes erhalten hatte. Wegen einer schweren Erfrierung seines Gesichtes im April 1916 während eines Sturmflugs musste er die Flugtätigkeiten aufgeben und wurde Leiter der Fliegerschule Altenburg (III. Armee-Korps), bis er anschließend an der Organisation Finnischer Freiwilliger, die für die Befreiung ihres Landes von Russland kämpften, mitarbeitete. Dafür wurde er am 22. April 1920 mit dem Kommandeurskreuz II. Klasse des Finnischen Ordens der Weißen Rose mit Schwertern geehrt.
Im September 1917 wurde Wilhelm Hintersatz zum Major befördert und in die Türkei abkommandiert, wo er Türkisch und Arabisch lernte. Dort stand er unter dem Befehl des preußischen Generals und osmanischen Marschalls Otto Liman von Sanders, des sogenannten „Helden von Gallipoli“, für den er Bewunderung entwickelte und über den er später eine verklärende Biographie verfasste, die 1932 in Berlin publiziert wurde. Hintersatz wurde zum Generalinspekteur des gesamten Maschinengewehr-Wesens der türkischen Armee und zugleich zum Abteilungschef im Großen Hauptquartier (19. Abteilung) ernannt. Vermutlich 1918 konvertierte Wilhelm Hintersatz, der sich von Jugendzeit an für die Türkei und den Orient interessiert hatte, zum Islam und nannte sich fortan Harun-el-Raschid-Hintersatz oder kürzer Harun-el-Raschid Bey. Als solcher wurde er später auch in den Dienstalterslisten der SS geführt.
Nach dem Ende des Ersten Weltkriegs engagierte sich Harun-el-Raschid Bey für ehemalige muslimische Kriegsgefangene im sogenannten Halbmondlager in Wünsdorf. 1919 erhielt er eine Stelle bei der Militärpolizei des Reichsschatzministeriums. Im September des Jahres wurde von einem Mordanschlag auf ihn berichtet, da er zu energisch gegen Schwarzmarkthändler vorgegangen sei. Anfang 1920 schied er dort aus. Anschließend war er bis 1925 für die Deutschen Reichswerke tätig. Nach seinem dortigen Ausscheiden betätigte er sich nach eigener Aussage als „Ermittler“ für die Industrie und erwarb beträchtlichen Immobilienbesitz. 1924 ging er eine zweite Ehe mit Martha Frieda Kuwert, geborene Staats, ein.
1935 heiratete Harun-el-Raschid zum dritten Mal, die 26 Jahre jüngere Martha Luise Käthe Milly Lindener. Das Paar machte eine ausgedehnte Hochzeitsreise per Auto und Schiff durch Südeuropa bis nach Afrika und landete schließlich im Juli des Jahres in Addis Abeba, der Hauptstadt von Abessinien. Dort will sich el-Raschid nach eigenen Aussagen als Geheimdienstmitarbeiter in die Dienste des Negus begeben haben. Im Dezember 1935 trat das Ehepaar die Rückreise an, erreichte am 17. Januar 1936 den Hafen von Genua und gelangte schließlich am 20. Februar wieder nach Berlin. Wenige Wochen später wurde ihr Sohn Ildar Wilfried geboren; 1940 folgte der zweite Sohn Teja Torgut.

### Zweiter Weltkrieg
Mit Beginn des Zweiten Weltkriegs meldete sich Harun-el-Raschid freiwillig als Soldat, wurde aber zunächst abgelehnt. 1940 wurde sein Roman Schwarz oder Weiss? publiziert, der dem Duce und der deutsch-italienischen Freundschaft gewidmet war. Nach eigenen Angaben diente er als Verbindungsoffizier zwischen dem Reichssicherheitshauptamt und dem Großmufti von Jerusalem, Mohammed Amin al-Husseini, der seit 1941 in Berlin im Exil lebte.
Ab 1943 begann die SS systematisch, muslimische Männer zu rekrutieren und muslimische Divisionen aufzustellen, deren Mitglieder vom Balkan und aus der Sowjetunion stammten. Diese muslimischen Soldaten hatten verschiedene Gründe, für die Deutschen zu kämpfen, manche aus eigenen nationalistischen, andere, wie etwa die aus der Sowjetunion, weil sie sich der russischen Vorherrschaft entledigen wollten. Schließlich kam es zur Bildung des „1. Ostmuselmanischen SS-Regiments“, das zunächst gegen Partisanen im Bereich von Minsk kämpfte, bis es nach Polen verlegt wurde. Dort war das Regiment zusammen mit der berüchtigten SS-Sondereinheit Dirlewanger im August 1944 an der Niederschlagung des Warschauer Aufstandes beteiligt. Kurze Zeit darauf wurde das Regiment in „Osttürkischer Waffenverband der SS“ (OTWV) umbenannt.
Harun-el-Raschid profilierte sich als entschlossener Vertreter der islamischen Mobilmachung. Im Juni 1944 etwa regte er gemeinsam mit dem Großmufti an, rein muslimische Einheiten aufzustellen und diese in Bosnien und Herzegowina zu stationieren, um mit weiteren muslimischen SS-Korps wie etwa der „Handschar“ zusammengelegt zu werden. Auch schlug er vor, die muslimischen Formationen der Wehrmacht an die Waffen-SS zu überstellen, was aber bei der Wehrmacht auf Widerstand stieß. Er erhielt Unterstützung von Prinz Mansur Daud, einem entfernten Verwandten von König Faruq von Ägypten, von dessen „wirksamer Propaganda“ bei der Werbung der Soldaten er sich beeindruckt zeigte.
Auf Vorschlag von SS-Hauptsturmführer Reiner Olzscha trat Harun-el-Raschid zum 24. August 1944 wegen seiner „engen Beziehungen zur islamischen Welt“ als Sturmbannführer in die Waffen-SS ein (SS-Nummer 496.147), schon zum 1. Oktober 1944 hatte er den Rang eines SS-Standartenführers erreicht und wurde am 20. Oktober 1944 zum Kommandeur des „Osttürkischen SS-Verbandes“ ernannt, der hauptsächlich aus Turkestanern, Aserbaidschanern und Tataren bestand. Harun-el-Raschid selbst gab an, dass die „Mohamedaner“ [sic] in ihm einen Glaubensbruder sehen würden, der mit ihnen „ohne Scheu in der derselben Moschee bete“. Er „garantierte“ Olzscha „eine ebenso treue wie kampfbereite und soldatisch wertvolle mohamedanische [sic] Waffenkraft“. Anfang 1945 bestand der muslimische Verband, nunmehr „Osttürkisches SS-Korps“ genannt, aus 8500 Mann.
Harun-el-Raschid zeigte sich jedoch der neuen Aufgabe nicht gewachsen: So desertierten am Heiligabend 1944 einige hundert Männer des Turkestaner Regiments an der ungarisch-slowakischen Grenze, weil sie von den Deutschen enttäuscht waren, aber auch wegen vermeintlicher Inkompetenz von Harun-el-Raschid. Zudem gab es interne Auseinandersetzungen zwischen den verschiedenen Volksgruppen. SS-Standartenführer Paul Minke vom SS-Hauptamt „Oststelle“ bat „dringend“ um die Enthebung von Harun-el-Raschid. Laut Trigg kam es zu einer umgehenden Entlassung durch Himmler und zu einer Neuordnung des Regiments, während Matthias Gleisner, Biograf von Harun-el-Raschid, die Ansicht vertritt, dass es nicht zu dieser Entlassung kam und el-Raschid Kommandeur des Verbandes geblieben sei. Im März 1945 ergab sich Harun-el-Raschid, laut Trigg nun lediglich noch Führer der tatarischen „Waffengruppe Idel-Ural“, in Merate in Norditalien dortigen Partisanen, wobei er die Männer unter der Bedingung übergab, dass sie human behandelt würden. Am 26. April legten die Männer ihre Waffen nieder. Vier Tage später wurden Harun-el-Raschid und seine Männer der 1. Panzerdivision (USA) übergeben und die Tataren zurück in die Sowjetunion geschickt, wo sie als „Landesverräter“ hingerichtet oder in Gulags deportiert wurden.

### Nach 1945
Wilhelm Harun-el-Raschid geriet nach dem Krieg in US-amerikanische Gefangenschaft und befand sich von Juni 1946 bis April 1947 im Lager Langwasser in Nürnberg. Anschließend kehrte er zu seiner Familie zurück. In der Lankwitzer Bombennacht vom  23. auf den 24. August 1943 war das 1920 nach Berlin eingemeindete Lankwitz zu 85 Prozent zerstört worden, darunter auch das Haus der Familie Harun-el-Raschid. El-Raschids Frau und die zwei Söhne waren in Husby (Schleswig-Holstein) zwangsuntergebracht worden. Dort lebten sie inzwischen in ärmlichen und beengten Verhältnissen.

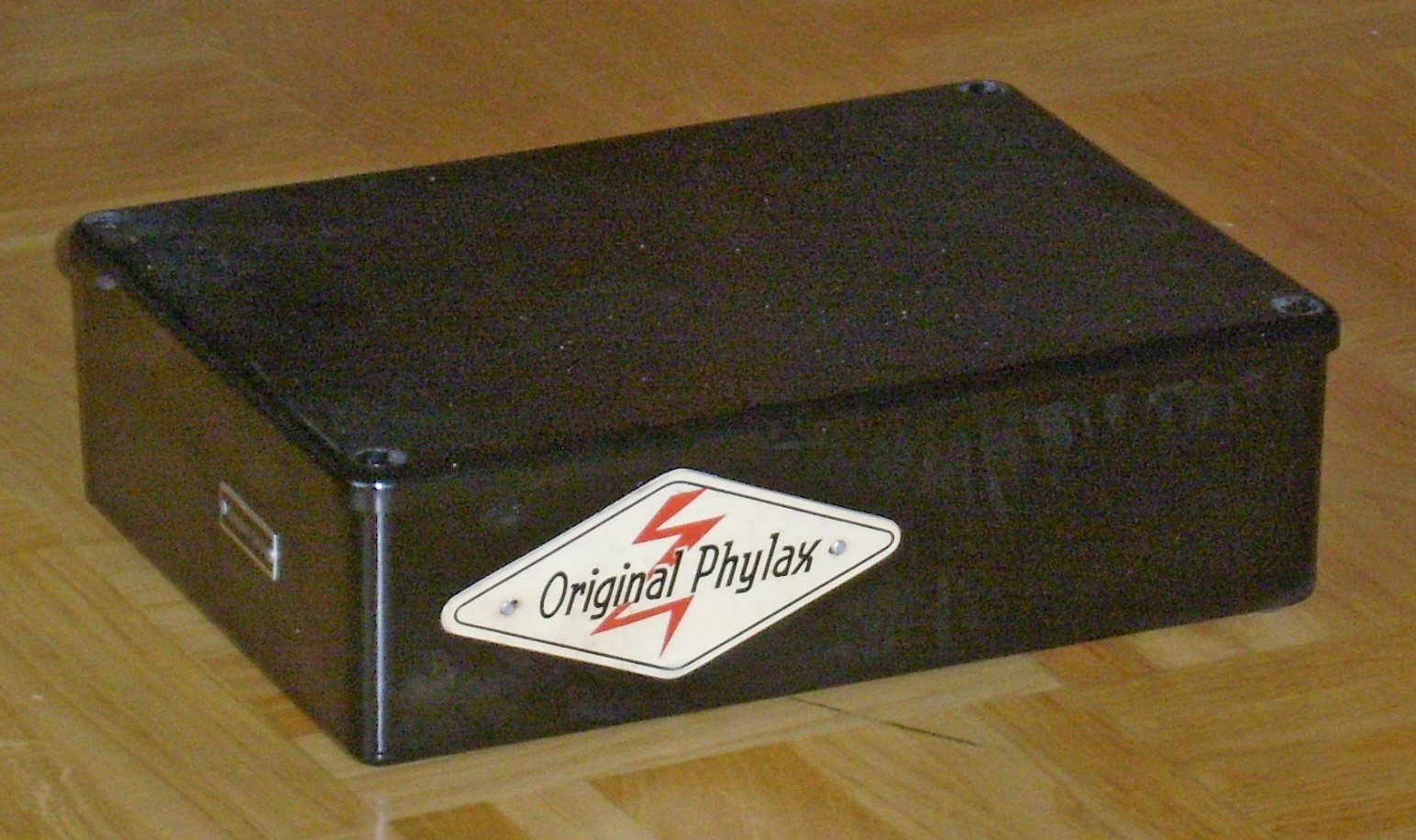
Phylax-Entstörgerät

Dort versuchte sich Harun-el-Raschid zunächst erfolglos als Kaufmann im Vertrieb. 1949 entdeckte er eine neue Leidenschaft, die er zu seinem Beruf machte, und betätigte sich als Wünschelrutengänger und Erdstrahlenforscher. Dazu gehörte auch der Verkauf eines „Entstrahlungsgerätes“ namens Phylax-Apparat, das bei „fachgerechter Aufstellung“ angeblich die Milchproduktion bei Kühen und das allgemeine Wohlbefinden von Menschen steigerte. Für el-Raschid verlief der Verkauf so erfolgreich, dass er 1950 mit seiner Familie in einen großen Wohnwagen umziehen konnte. 1953 veröffentlichte er die Broschüre Achtung! Erdstrahlen. 1954 sein Buch From the Orient to the Occident: Ein Mosaik verschiedenfarbiger Erlebnisse, ein Werk über seine Erlebnisse und Reisen. Mitte der 1950er Jahre beendete er seine Tätigkeit als „Rutengeher“.
Ende März 1956 kehrte der ehemalige Imam des „Osttürkischen Waffenverbandes“, der Usbeke und ehemalige SS-Offizier Nuredin Namangani, nach Deutschland zurück und engagierte sich für den Bau einer Moschee in München, insbesondere zur Betreuung der ehemaligen muslimischen Kämpfer aus Wehrmacht und SS, die in Deutschland geblieben waren. Harun-el-Raschid unterstützte dessen Pläne und schrieb 1958 an den Bundespräsidenten Theodor Heuss: Er betonte Namanganis „Liebe für Deutschland“ und dass dieser ein „wahrhaft treuer Freund Deutschlands“ sei. Den Muslimen in Deutschland fehle eine politisch freie Moschee und die würdige religiöse und kulturelle Zentrale in Deutschland, wie es in anderen westlichen Ländern der Fall sei.
Der seit vielen Jahren an Atherosklerose leidende kaiserlich-osmanische Oberst a. D. bezog 1961 eine Wohnung im Neubaugebiet „Hebbelstraße“ im lübeckischen Marli. Dort verstarb er am 29. März 1963. Auf dem Vorwerker Friedhof fand im Krematorium am 4. April eine Trauerfeier statt. Bei den Feierlichkeiten standen vier Angehörige des Bundesgrenzschutzes Ehrenwache. Am 11. April erfolgte die Beisetzung seiner Urne. Inzwischen ist seine Grabstätte aufgelöst.

## Publikationen
- Marschall Liman von Sanders Pascha und sein Werk. Eisenschmidt, Berlin 1932.
- „Ad Imperium Romanum versus!“ Schwarz oder Weiß? Roman nach eigenem Erleben im afrikanischen Kriege. Kasper, Berlin 1940.
- Achtung! Erdstrahlen sind Gefahr für Mensch, Tier und Pflanzenhaltung! Die Wünschelrute warnt. Eisenschmidt, Wiesbaden/Berlin 1952.
- Aus Orient und Occident : Ein Mosaik aus buntem Erleben. Heimat-Verlag, Bielefeld 1954.